# David Bloch
David Bloch (født 27. januar 1975) er en dansk filolog, filosofihistoriker og professor.
David Bloch blev cand.mag. i oldgræsk og latin fra Københavns Universitet i 2002 og ph.d. i 2006. Hans speciale var også en besvarelse af en prisopgave ved Københavns Universitet om Aristoteles' Om tilblivelse og tilintetgørelse, og Bloch modtog Universitetets guldmedalje for afhandlingen, som er den første danske oversættelse nogensinde af dette værk. En revideret og annoteret udgave af oversættelsen udkom i 2004. Emnet for hans ph.d.-afhandling var også et værk af Aristoteles: Om hukommelse og genkaldelse, som han oversatte til dansk for første gang (2007).
2009 blev han lektor og har siden 2011 været professor ved Saxo-Instituttet, Københavns Universitet.
Bloch forsker især i filosofihistorien i oldtid og middelalder. Han har skrevet om Xenophons Poroi (det gamle Athens nationaløkonomi), som blev belønnet med Filologisk-Historisk Samfunds pris, og om Xenophons Anabasis, som han også i samarbejde med andre har oversat til dansk. 
I 2007 modtog Bloch et legat fra Einar Hansens Forskningsfond, i 2008 Videnskabernes Selskabs sølvmedalje, i 2009 Nils Klim-prisen, blev 2011 medlem af Videnskabernes Selskab og i 2013 optaget i Kraks Blå Bog.